# Kopica (Góry Kamienne)
Kopica (niem. Scholzenkoppel) (803 m n.p.m.) – wzniesienie w Sudetach Środkowych, w Górach Kamiennych, w środkowej części pasma Gór Suchych.

## Położenie
Kopica położona jest na południowy wschód od miejscowości Sokołowsko, w granicznym grzbiecie pomiędzy Koziną a Granicznikiem. Jest zwornikiemm kilku bocznych grzbietów, m.in. Garńca, Březový vrch i Světlina. Przez szczyt przechodzi granica państwowa z Czechami. Polska część znajduje się w Parku Krajobrazowym Sudetów Wałbrzyskich, natomiast czeska w Obszarze Chronionego Krajobrazu Broumovsko.
Kopica zbudowana jest z permskich porfirów (trachitów) i tufów porfirowych (ryolitowych), należących do północnego skrzydła niecki śródsudeckiej.
Wzniesienie porośnięte jest lasem świerkowym (monokultura świerkowa), miejscami zachowały się lasy mieszane lub liściaste.

## Turystyka
Przez szczyt przechodzi szlak turystyczny:
- zielony – szlak graniczny prowadzący wzdłuż granicy z Tłumaczowa do Przełęczy Okraj